# Euspilotus innubus
Euspilotus innubus är en skalbaggsart som först beskrevs av Wilhelm Ferdinand Erichson 1834.  Euspilotus innubus ingår i släktet Euspilotus och familjen stumpbaggar. Inga underarter finns listade i Catalogue of Life.